# Maestro Izo
Maestro Izo es un personaje ficticio que aparece en los cómics estadounidenses publicados por Marvel Comics. Un artista marcial de superhéroes, está asociado con Daredevil, y apareció por primera vez en Daredevil # 112. Fue creado por Ed Brubaker y Michael Lark.

## Biografía del personaje ficticio
El hombre que se conocería en la era moderna solo como Maestro Izo era miembro de la organización La Mano hace cientos de años en el Japón feudal. Después de la muerte de su fundador, Kagenobu Yoshioka, y su transformación de una alianza samurái en un culto ninja en servicio a un demonio, Izo decidió irse. En este momento, sacó los ojos, lo que le permitió ver el mundo, afirmó, como lo había hecho Yoshioka (y como lo haría más tarde Daredevil).

### Era Moderna
Izo más tarde encontraría a La Casta, una asociación rival de artes marciales situada en lo alto de un acantilado conocido como el Muro. Sin embargo, su naturaleza sin obstáculos finalmente llevó a sus estudiantes a votarlo, disgustado con su bebida y juego. Stick tomó su lugar como el líder de la Casta. Se reveló que Izo estuvo presente poco después del accidente que le dio a Matt Murdock sus sentidos sobrehumanos, e informó esta información anónimamente a Stick. Más tarde aún, se convirtió en el entrenador de la futura supervillana y asesina de manos Lady Bullseye, a quien prometió que algún día se convertiría en el líder de la Mano. Se le menciona varias veces en el Libro de Iron Fist.
Mucho más tarde, después de la muerte de Skrull haciéndose pasar por la líder de la Mano Elektra, Izo viajó a la ciudad de Nueva York, donde los cuatro señores ninja restantes de la Mano se reunieron para inducir a Daredevil como el nuevo líder. Izo intervino para ayudar a Daredevil a expulsarlos, lo que los llevó a cambiar su enfoque al Kingpin. El propósito de Izo era, de hecho, maniobrar a Daredevil para tomar la posición, como un medio de reformar la Mano lejos de su estado corrupto. También se reveló que había colocado a Tarántula Negra dentro de la Mano como un topo, sin que Daredevil lo supiera. Finalmente, Daredevil aceptó el puesto y ordenó que Kingpin y Lady Bullseye fueran desterrados. La traición de su antigua aliada expuesta, Lady Bullseye prometió matar a Izo, quien le dijo que "se pusiera en línea".
Posteriormente, Izo finge su propio asesinato a manos de Daredevil para engañar a la Mano para que acepte a Daredevil como su líder.
Más tarde aparece en Shadowland para revelar a los héroes involucrados en la batalla contra Daredevil y la Mano para explicar su descubrimiento de que Matt Murdock había sido poseído por la Bestia.

## Poderes y habilidades
El Maestro Izo es un artista marcial formidable, uno de los mejores del mundo, que incluye el poder de manejar dos katana a la vez. Tiene una resistencia considerable, lo que le permite atravesar la ciudad saltando sobre los tejados. A pesar de (o más bien, como resultado de) ser ciego, tiene sentidos de radar sobrehumano, al igual que Daredevil. Evidentemente, también posee alguna forma de inmortalidad o al menos capacidad de extender la vida, ya que ahora está en algún lugar en el área de 500 años.